# Krautrock
Unter dem Genre Krautrock wurde ab Ende der 1960er, Anfang der 1970er Jahre die Rockmusik primär westdeutscher Bands eingeordnet, die teilweise auch international bekannt wurden. Die britische Musikpresse hatte den Begriff Krautrock insbesondere für bestimmte Formen der experimentellen und elektronischen Musik aus Deutschland geprägt. Allen klassischen Krautrockbands ist außer der geographischen Herkunft der Hang zur experimentellen improvisationsgeprägten Rockmusik gemein.

## Bezeichnung und Selbstverständnis
Der Begriff geht auf das Wort Sauerkraut und die abgeleitete Bezeichnung „Krauts“ für die deutschen Soldaten im Zweiten Weltkrieg zurück. Der Ursprung des Wortes „Krautrock“ geht auf eine Werbeanzeige der deutschen Firma Popo Music Management zurück, die es in der US-Zeitschrift Billboard 1971 erstmals benutzte, um für Platten von Bacillus Records zu werben. Dieser Begriff wurde von der britischen Presse aufgegriffen und häufig benutzt.
Im Mai 1973 nahm die Hamburger Gruppe Faust ihre vierte LP auf, deren erstes Stück Krautrock hieß. Virgin Records übernahm diesen Begriff als Genre-Bezeichnung für Rockmusik aus Deutschland.
In Deutschland wurde „Krautrock“ oft als selbstironische Bezeichnung für die eigene Musik verwendet, um damit auszudrücken, dass man Deutschland für ein popkulturelles Entwicklungsland hielt. Krautrock war zu Beginn mehr als Sammelbegriff für Musik aus Deutschland zu sehen. Es gab weder eine einheitliche Bewegung noch weitreichende stilistische Gemeinsamkeiten.
Abgesehen von der Verwendung des nicht schmeichelhaft gemeinten Wortes „Kraut“ wird durch diese Zusammenfassung verschiedenster Stilrichtungen und die Reduzierung auf ihre geographische beziehungsweise nationale Herkunft der Begriff Krautrock auch oft als eine abwertende Bezeichnung verstanden. So waren beispielsweise Amon Düül und Agitation Free dem Psychedelic Rock verpflichtet, Tangerine Dream neigten eher dem Bereich der elektronischen Musik zu, Guru Guru praktizierten zunächst Space Rock à la Hawkwind, Birth Control waren dem Hardrock zuzuordnen, während Can eine nahezu avantgardistische Kompositionshaltung wählten. Insgesamt zeichneten sich die Bands oft durch eigene Interpretationen der anglo-amerikanischen Muster aus, was auch internationale Anerkennung mit sich brachte.
Zwar gab es bereits früh Bands, die völlig selbstverständlich auf Deutsch sangen (Ihre Kinder, Prof. Wolfff), jedoch galten deutsche Texte in der damaligen Rockmusik noch keineswegs als selbstverständlich und statt auf das Englische auszuweichen, entschieden sich einige Krautrockbands dafür, nahezu oder gänzlich auf Texte zu verzichten (so z. B. Ash Ra Tempel). Bemerkenswert ist die Nähe vieler Bands zum außerparlamentarischen Widerstand und zu linken Gruppierungen (Floh de Cologne, Ton Steine Scherben, Lokomotive Kreuzberg). Agitation Free hatten ihren Übungsraum in der K1 und spielten oft bei Aktionen der Haschrebellen. Bemerkenswert ist auch die Tatsache, dass Gruppen wie Omega (Ungarn) und Nektar (GB/USA) aufgrund ihres Erfolgs in der BRD oft zu den Krautrockern gezählt werden.
Als einzig gemeinsame Grundtendenz wäre die Neigung zu komplexeren Strukturen zu nennen, wodurch eine enge Verwandtschaft zu Progressive Rock/Artrock und Jazzrock besteht. Aus heutiger Sicht ist hervorzuheben, dass hier auffällig viele Musiker mit der damals neuartigen Synthesizer-Technik experimentierten. Dies gilt neben Can vor allem für Tangerine Dream und deren Umfeld (Klaus Schulze, Ash Ra Tempel), die so möglicherweise die Basis für den späteren Welterfolg von Kraftwerk (Autobahn, 1974) lieferten.
Österreichische Krautrockbands sind z. B. Ixthuluh und Gypsy Love (mit Karl Ratzer und Harri Stojka).
Da sich angefangen vom Hip-Hop-Pionier Afrika Bambaataa bis hin zu Techno-„Originator“ Juan Atkins international viele Musiker der folgenden Generationen explizit auf diesen „elektronischen“ Bereich bezogen, kommt dem Krautrock rückblickend eine durchaus große pop-historische Bedeutung zu, auch wenn dies seinerzeit weder beabsichtigt noch absehbar gewesen ist. Deutliche Krautrock-Einflüsse sind bei Indie-Bands wie Sonic Youth (vor allem Can) und Stereolab (vor allem Neu!) zu bemerken.
Um die Jahrtausendwende kam es zu einer Renaissance alter Krautrock-Bands, zunächst in den USA, in der Folge auch in Deutschland. Diese Entwicklung hielt an und führte dazu, dass es zu Wiedervereinigungen kam, dass vergriffene Tonträger neu aufgelegt wurden und dass auch neue Bands, wie die 2001 gegründeten Space Debris, ihre Musik als „Krautrock“ bezeichneten.

## Bedeutende Vertreter
- Agitation Free
- Amon Düül
- Amon Düül II
- Annexus Quam
- Ash Ra Tempel
- Birth Control
- Brainticket (aus Belgien)
- Bröselmaschine
- Can
- Ejwuusl Wessahqqan
- Eloy
- Embryo
- Frumpy
- Faust
- Floh de Cologne
- Gift
- Grobschnitt
- Guru Guru
- Hoelderlin
- Ihre Kinder
- Jane
- Joy Unlimited
- Kalacakra
- Karthago
- Kin Ping Meh
- Kluster
- Kraan
- Langsyne
- Missus Beastly
- Morpheus
- Necronomicon
- Neu!
- Novalis
- Popol Vuh
- Sahara
- Siloah
- Space Debris
- Tiger B. Smith
- Ton Steine Scherben
- Triumvirat
- Vinegar
- Wallenstein

## Musiker und Bands der Elektronischen Musik
- Manuel Göttsching
- Kraftwerk
- La Düsseldorf
- Hans-Joachim Roedelius
- Conrad Schnitzler
- Cluster
- Eberhard Schoener
- Klaus Schulze
- Tangerine Dream
- Neu!
- Harmonia

## Medien

### Filme
- Kraut und Rüben – Über die Anfänge deutscher Rockmusik, 6-teilige WDR-Rockpalast-Dokureihe (2006)
- Roboter essen kein Sauerkraut, Regie: Stefan Morawietz, 90 min. Dokumentation (2008)
- Klatschmohn, Dokumentation vom German Rock Super Concert in der Festhalle Frankfurt (1973)
- Kraut-Rock – Zustand einer Musikprovinz, Autor: Michael Stefanowski, 47 min. Doku (1975)
- Krautboys – Die einzig wahre Al Gringo Story , Regie: Hansjörg Thurn, Darsteller: Francesco Pahlevan, Nicka v. Altenstadt, Hans Uwe Bauer, Rolf Zacher, die Krautboys, u. a., Musik: Al Gringo and the Original Psychobilly Krautboys on Moonshine, 88 min., Farbe, 16 mm, Deutschland (1992), Komödie

### Musikbeispiele
- Faust: Krautrock auf YouTube
- Kraftwerk: Rückstoss Gondoliere aka Ruckzuck (Beat-Club, 1971) auf YouTube
- Can: Halleluwah auf YouTube
- Neu! Hallogallo auf YouTube
- Wallenstein: The Cosmic Couriers Meet South Philly Willy auf YouTube